# Николаевка (Тамбовский район, Амурская область)
В Амурской области также есть сёла Николаевка в Бурейском районе, Николаевка в Зейском районе и Николаевка в Ивановском районе.
Никола́евка — село в Тамбовском районе Амурской области России. Административный центр и единственный населённый пункт Николаевского сельсовета.

## География
Село расположено в 25 км к юго-востоку от Благовещенска, в 10 км от реки Амур.
Дорога к селу Николаевка идёт на запад (через Лермонтовку) от районного центра села Тамбовка, расстояние — 30 км.
От села Николаевка на северо-запад идёт дорога к селу Гродеково Благовещенского района, а на юг — к селу Куропатино.

## Население
| 2002 | 2010  | 2012  | 2013  | 2014  | 2015 | 2016 |
| ---- | ----- | ----- | ----- | ----- | ---- | ---- |
| 1250 | ↘1053 | ↗1089 | ↘1088 | ↘1042 | ↘985 | ↘960 |
| 2017 | 2018  | 2021  |       |       |      |      |
| ↘933 | ↘928  | ↘908  |       |       |      |      |

## Улицы
| - ул. Амурская, - ул. Восточная, - ул. Зелёная, - ул. Новая, | - ул. Новостроек, - ул. Пионерская, - ул. Поселковая. |

## Достопримечательности
Около села находится Муравьевский парк устойчивого природопользования.